# Cagnac-les-Mines
Pour les articles homonymes, voir Cagnac.
Cagnac-les-Mines (en occitan Canhac de las Minas) est une commune française située dans le département du Tarn, en région Occitanie. Sur le plan historique et culturel, la commune est dans l'Albigeois, une région naturelle agricole correspondant aux environs de la ville d’Albi.
Exposée à un climat océanique altéré, elle est drainée par la Vère, le ruisseau de la Mouline et par divers autres petits cours d'eau.
Cagnac-les-Mines est une commune rurale qui compte 2 607 habitants en 2022. Elle fait partie de l'aire d'attraction d'Albi. Ses habitants sont appelés les Cagnacois ou  Cagnacoises.

## Géographie

### Localisation
Faisant partie de l'aire d'attraction d'Albi, la commune est située entre Albi et Carmaux en Albigeois.

### Communes limitrophes
Cagnac-les-Mines est limitrophe de sept autres communes.
Les communes limitrophes sont  Albi, Castelnau-de-Lévis, Le Garric, Lescure-d'Albigeois, Mailhoc, Sainte-Croix et Taïx.
| Mailhoc            | Taïx             | Le Garric           |
| Sainte-Croix       | Cagnac-les-Mines |                     |
| Castelnau-de-Lévis | Albi             | Lescure-d'Albigeois |

### Géologie et relief
La superficie de la commune est de 2 470 hectares ; son altitude varie de 153  à   324 mètres.

### Hydrographie
La commune est bordée, au nord, par la Vère, sur laquelle un barrage en remblai d'une longueur de 330 m de large au mur, de 15 m de haut, de 1,4 km de long, de 33 hectares de superficie et d'une contenance de 1,21 million de m3 maximum, est mis en service en 1998. L'ouvrage de Fourogue, appelé aussi réservoir de Fonroque par l'IGN, du nom du lieu-dit Fonroque au nord de la commune, a été bâti sur le cours supérieur de la Vère. Ce barrage, dont la vocation, selon le promoteur, était le soutien d’étiage avec 11 litres/s et le soutien à l’irrigation avec 280 litres/s, a été réalisé par la compagnie d'aménagement des coteaux de Gascogne (CACG) en 1997-1998. Bien que condamnés par le tribunal administratif, les travaux sont menés à leur terme sans que les différentes initiatives prises par les pouvoirs administratifs et judiciaires ne parviennent à les stopper. Depuis, la retenue, qui s'étend sur les communes de Mailhoc et de Cagnac-les-Mines, est gérée en toute illégalité.

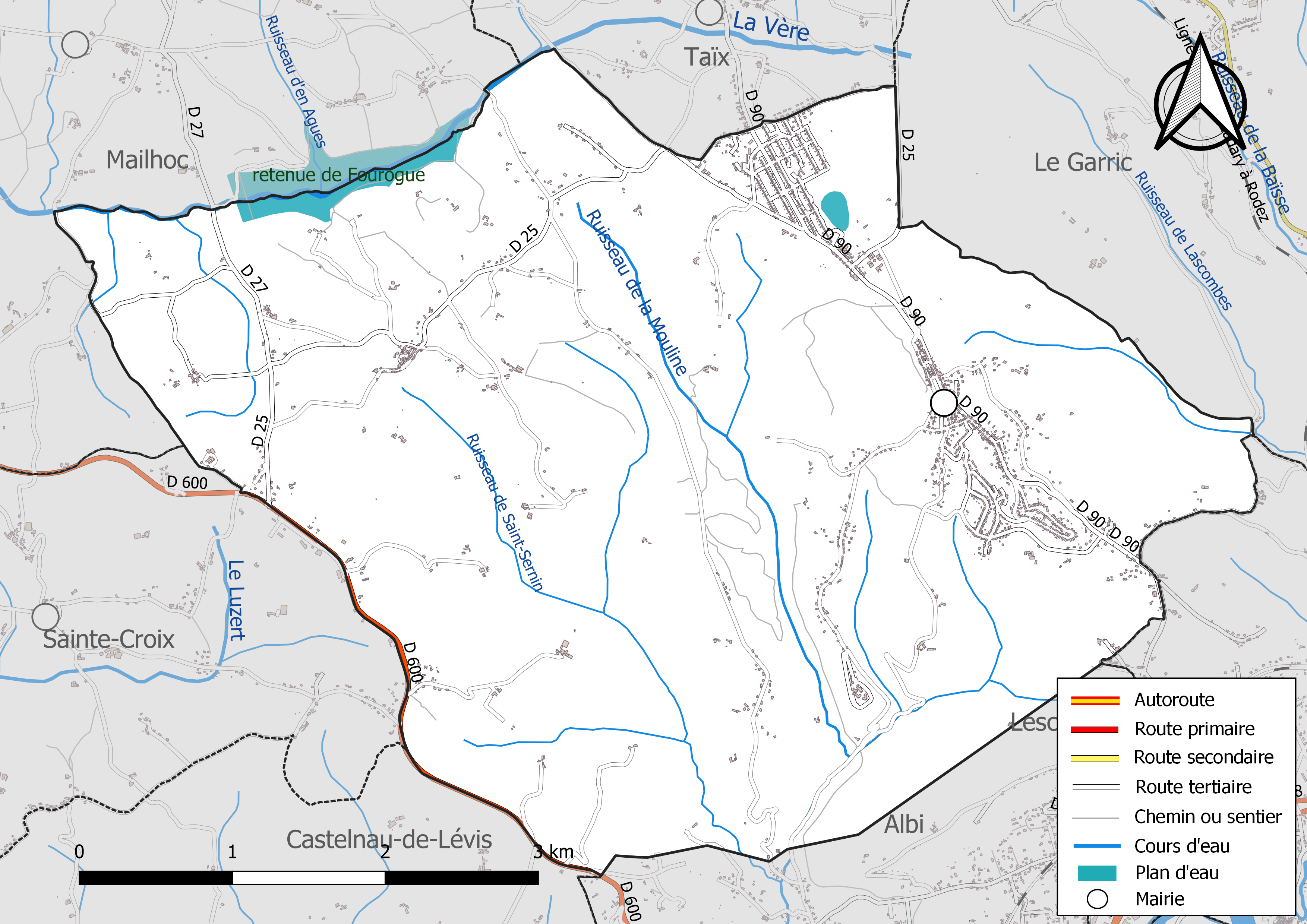
Réseaux hydrographique et routier de Cagnac-les-Mines.

### Voies de communication et transports
Accès avec les routes départementales D 90 et D 25.
La ligne 711 du réseau régional liO assure la desserte de la commune, en la reliant à Albi et à Carmaux.

### Climat
Pour des articles plus généraux, voir Climat de l'Occitanie et Climat du Tarn.
En 2010, le climat de la commune est de type climat du Bassin du Sud-Ouest, selon une étude du Centre national de la recherche scientifique s'appuyant sur une série de données couvrant la période 1971-2000. En 2020, Météo-France publie une typologie des climats de la France métropolitaine dans laquelle la commune est exposée à un climat océanique altéré et est dans une zone de transition entre les régions climatiques « Aquitaine, Gascogne » et « Sud-est du Massif Central ».
Pour la période 1971-2000, la température annuelle moyenne est de 12,7 °C, avec une amplitude thermique annuelle de 16 °C. Le cumul annuel moyen de précipitations est de 909 mm, avec 10,8 jours de précipitations en janvier et 6 jours en juillet. Pour la période 1991-2020, la température moyenne annuelle observée sur la station météorologique de Météo-France la plus proche, « Albi », sur la commune du Sequestre à 8 km à vol d'oiseau, est de 13,8 °C et le cumul annuel moyen de précipitations est de 733,9 mm. 
La température maximale relevée sur cette station est de 42,3 °C, atteinte le 23 août 2023 ; la température minimale est de −20,4 °C, atteinte le 16 janvier 1985,,.
Les paramètres climatiques de la commune ont été estimés pour le milieu du siècle (2041-2070) selon différents scénarios d'émission de gaz à effet de serre à partir des nouvelles projections climatiques de référence DRIAS-2020. Ils sont consultables sur un site dédié publié par Météo-France en novembre 2022.

## Urbanisme

### Typologie
Au 1er janvier 2024, Cagnac-les-Mines est catégorisée commune rurale à habitat dispersé, selon la nouvelle grille communale de densité à sept niveaux définie par l'Insee en 2022.
Elle est située hors unité urbaine. Par ailleurs la commune fait partie de l'aire d'attraction d'Albi, dont elle est une commune de la couronne,. Cette aire, qui regroupe 91 communes, est catégorisée dans les aires de 50 000 à moins de 200 000 habitants,.

### Occupation des sols
L'occupation des sols de la commune, telle qu'elle ressort de la base de données européenne d’occupation biophysique des sols Corine Land Cover (CLC), est marquée par l'importance des territoires agricoles (68,2 % en 2018), en diminution par rapport à 1990 (69,8 %). La répartition détaillée en 2018 est la suivante : 
terres arables (41 %), forêts (21,1 %), zones agricoles hétérogènes (19,7 %), prairies (7,5 %), milieux à végétation arbustive et/ou herbacée (4,8 %), zones urbanisées (4,5 %), zones industrielles ou commerciales et réseaux de communication (1,1 %), eaux continentales (0,4 %). L'évolution de l’occupation des sols de la commune et de ses infrastructures peut être observée sur les différentes représentations cartographiques du territoire : la carte de Cassini (XVIIIe siècle), la carte d'état-major (1820-1866) et les cartes ou photos aériennes de l'IGN pour la période actuelle (1950 à aujourd'hui).

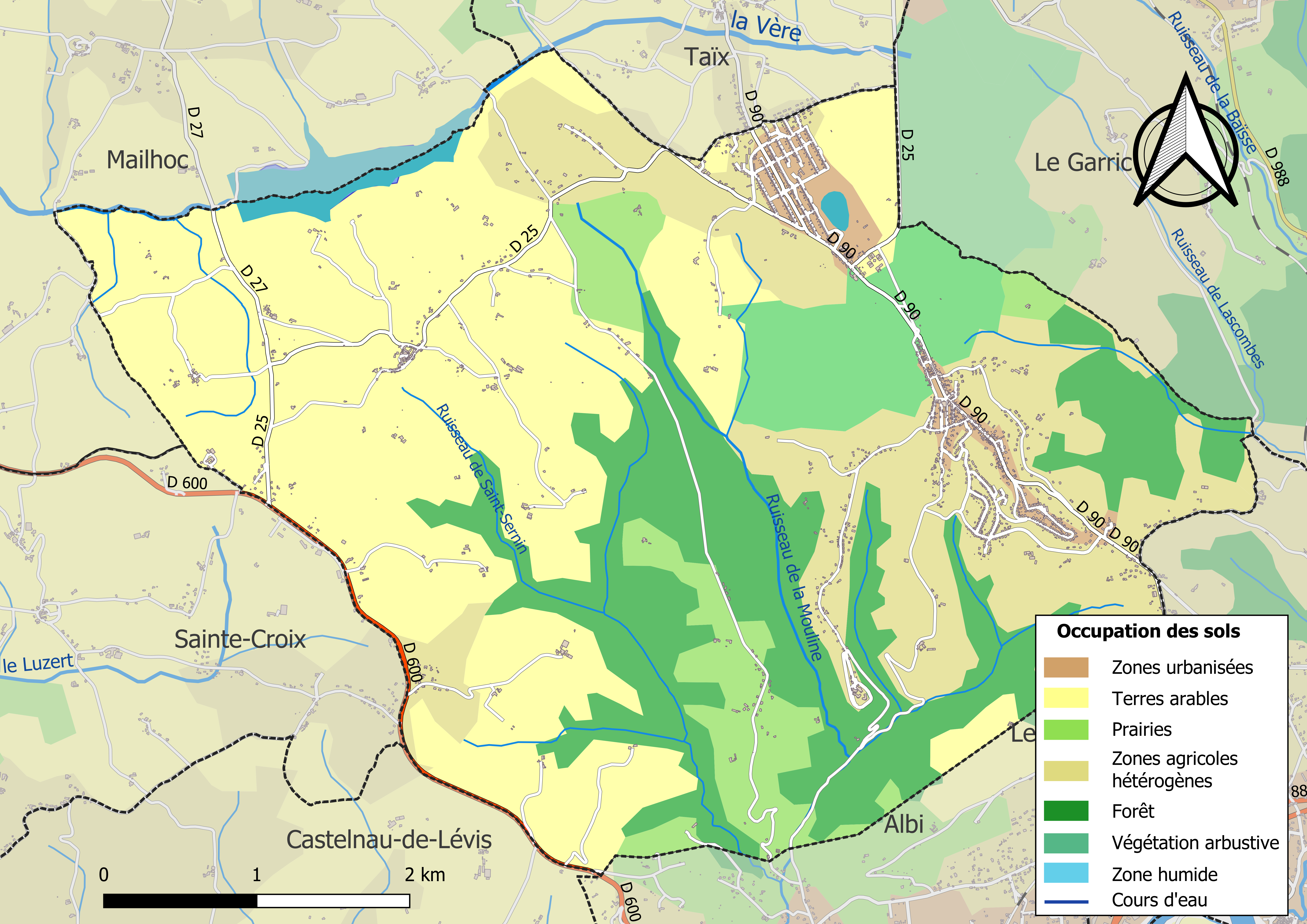
Carte des infrastructures et de l'occupation des sols de la commune en 2018 (CLC).

### Risques majeurs
Le territoire de la commune de Cagnac-les-Mines est vulnérable à différents aléas naturels : météorologiques (tempête, orage, neige, grand froid, canicule ou sécheresse), inondations, feux de forêts, mouvements de terrains et séisme (sismicité très faible). Il est également exposé à un risque technologique, le transport de matières dangereuses, et à deux risques particuliers : le risque minier et le risque de radon. Un site publié par le BRGM permet d'évaluer simplement et rapidement les risques d'un bien localisé soit par son adresse soit par le numéro de sa parcelle.

#### Risques naturels
Certaines parties du territoire communal sont susceptibles d’être affectées par le risque d’inondation par débordement de cours d'eau, notamment la Vère. La cartographie des zones inondables en ex-Midi-Pyrénées réalisée dans le cadre du XIe Contrat de plan État-région, visant à informer les citoyens et les décideurs sur le risque d’inondation, est accessible sur le site de la DREAL Occitanie. La commune a été reconnue en état de catastrophe naturelle au titre des dommages causés par les inondations et coulées de boue survenues en 1982, 1994 et 2000,.
Cagnac-les-Mines est exposée au risque de feu de forêt du fait de la présence sur son territoire. En 2022, il n'existe pas de Plan de Prévention des Risques incendie de forêt (PPRif). Le débroussaillement aux abords des maisons constitue l’une des meilleures protections pour les particuliers contre le feu,.

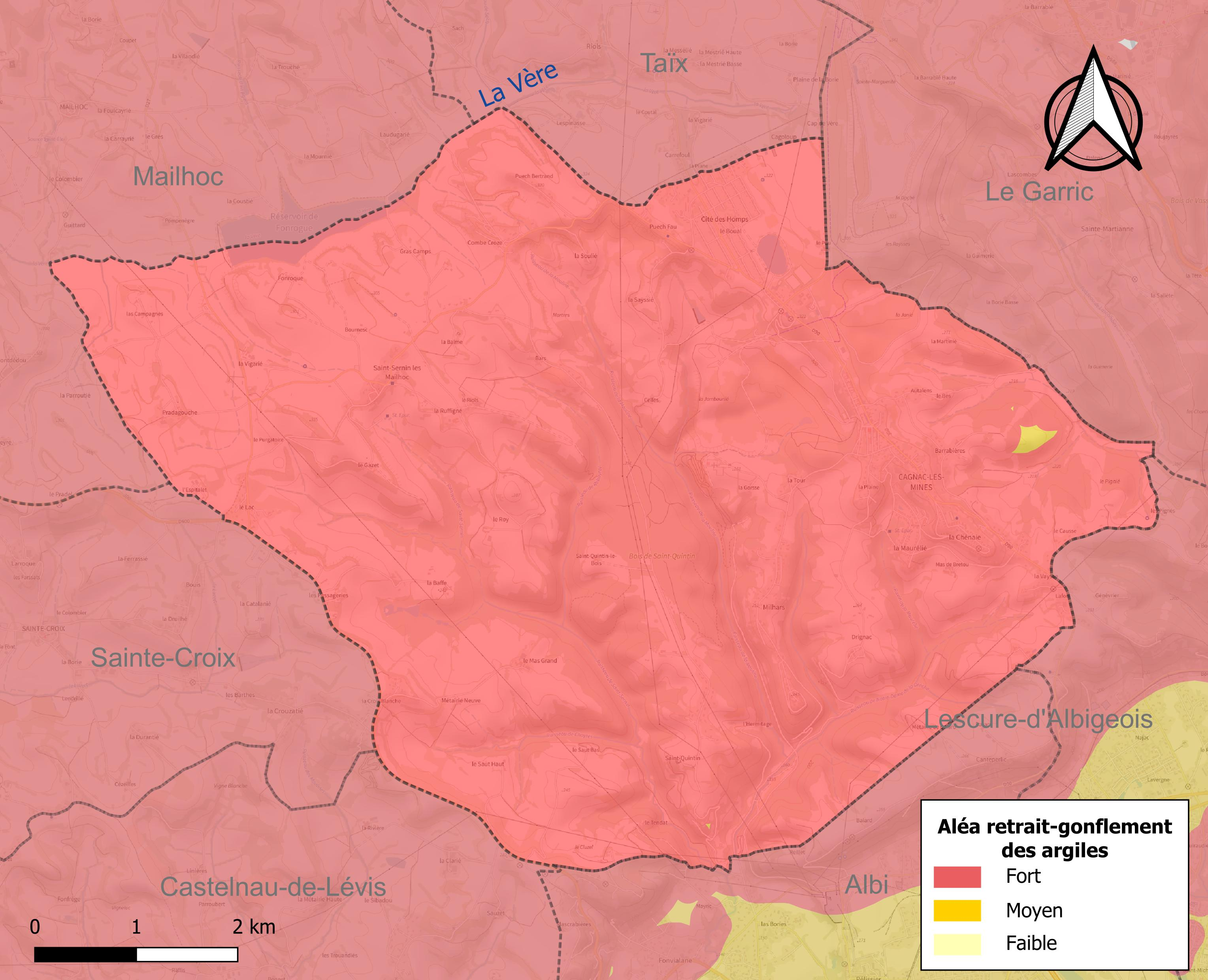
Carte des zones d'aléa retrait-gonflement des sols argileux de Cagnac-les-Mines.

Les mouvements de terrains susceptibles de se produire sur la commune sont des mouvements de sols liés à la présence d'argile et des effondrements généralisés de terrains miniers.
Le retrait-gonflement des sols argileux est susceptible d'engendrer des dommages importants aux bâtiments en cas d’alternance de périodes de sécheresse et de pluie. La totalité de la commune est en aléa moyen ou fort (76,3 % au niveau départemental et 48,5 % au niveau national). Sur les 1 151 bâtiments dénombrés sur la commune en 2019, 1 151 sont en aléa moyen ou fort, soit 100 %, à comparer aux 90 % au niveau départemental et 54 % au niveau national. Une cartographie de l'exposition du territoire national au retrait gonflement des sols argileux est disponible sur le site du BRGM,.
Par ailleurs, afin de mieux appréhender le risque d’affaissement de terrain, l'inventaire national des cavités souterraines permet de localiser celles situées sur la commune.

#### Risques technologiques
Le risque de transport de matières dangereuses sur la commune est lié à sa traversée par des infrastructures routières ou ferroviaires importantes ou la présence d'une canalisation de transport d'hydrocarbures. Un accident se produisant sur de telles infrastructures est susceptible d’avoir des effets graves sur les biens, les personnes ou l'environnement, selon la nature du matériau transporté. Des dispositions d’urbanisme peuvent être préconisées en conséquence.

#### Risque particulier
Le bassin houiller de Carmaux est le plus ancien bassin minier de France avec un début d’exploitation rationnelle en 1752 qui a pris fin en 1997 (250 ans d’activité) après un lent déclin amorcé dans les années 1970. La commune est ainsi concernée par le risque minier, principalement lié à l’évolution des cavités souterraines laissées à l’abandon et sans entretien après l’exploitation des mines.
Dans plusieurs parties du territoire national, le radon, accumulé dans certains logements ou autres locaux, peut constituer une source significative d’exposition de la population aux rayonnements ionisants. Certaines communes du département sont concernées par le risque radon à un niveau plus ou moins élevé. Selon la classification de 2018, la commune de Cagnac-les-Mines est classée en zone 2, à savoir zone à potentiel radon faible mais sur lesquelles des facteurs géologiques particuliers peuvent faciliter le transfert du radon vers les bâtiments.

## Toponymie
La terminaison -(i)ac, issue du suffixe d’origine gauloise -(i)acum, définit soit un lieu, un élément géographique ou alors l’emplacement ancien d’une villa gallo-romaine. Le premier élément Cagn- représente l’anthroponyme latin Canius qui se superpose au nom commun gaulois cano- « roseau », utilisé vraisemblablement aussi comme anthroponyme.
De cette époque gauloise et gallo-romaine datent également les lieux-dits Drignac et Prunac, ainsi que divers hydronymes et microtoponymes comme la Vère, racine ancienne ver (vera, varia « cours d'eau »); Bounès, racine ancienne bornà; Bars, racine ancienne bar (barros « tête » → noms de lieux barro- « hauteur » cf. vieil irlandais barr « sommet, cime, pointe, bout », gallois bar « sommet »); Cassagnes « bois de chêne, chênaie », racine ancienne cassanos « chêne » + suffixe -ia; etc. D'autres noms de lieux sont formés sur des noms de personnes comme la Ruffigné (la Rufinià), nom de personne Rufin; etc..
Le déterminant complémentaire les-Mines fait référence aux puits de mine de Campgrand, (actuel musée de la mine).

## Histoire

### Les origines de la commune
Le hameau de Cagnac-le-vieux que l'on peut situer à proximité des puits de Campgrand (actuel musée de la mine de Cagnac), au sud-ouest (voir parcelle 284 sur le plan cadastral ci-après), est constitué du vieux château et de quelques vieilles maisons entouré d'un rempart protégé d'un fossé et percé d'une porte unique.

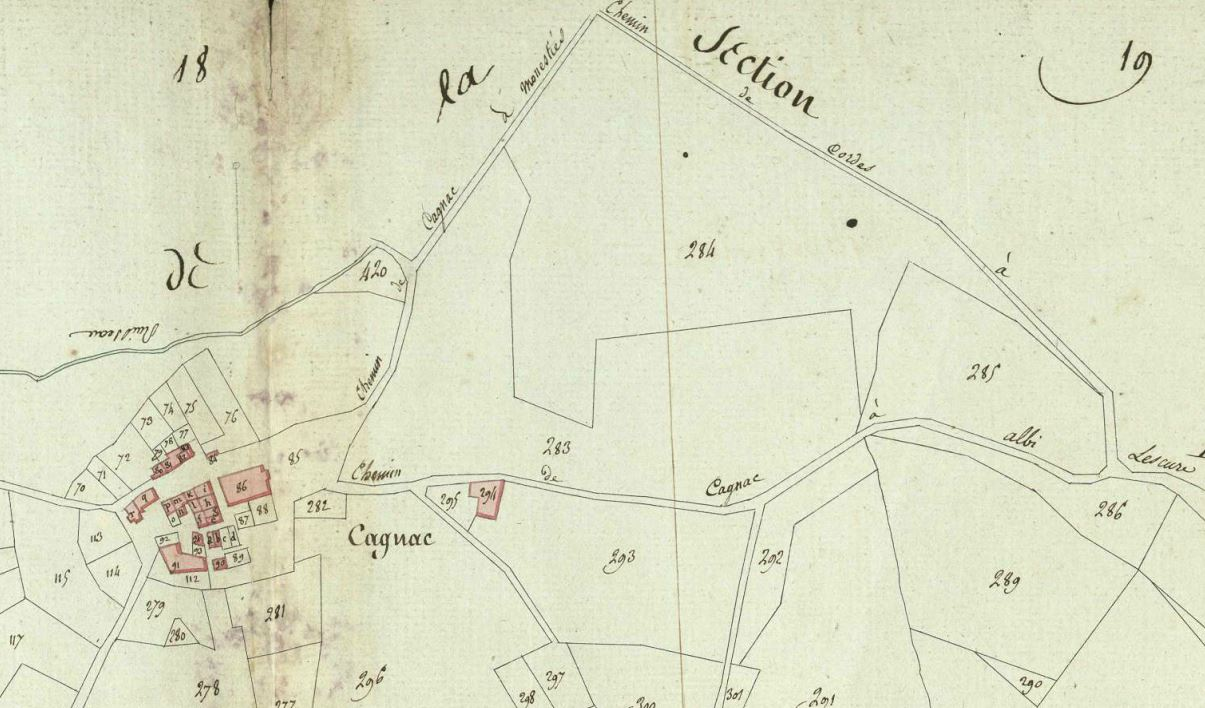
Hameau du vieux Cagnac - plan cadastral de Castelnau-de-Lévis en 1809.
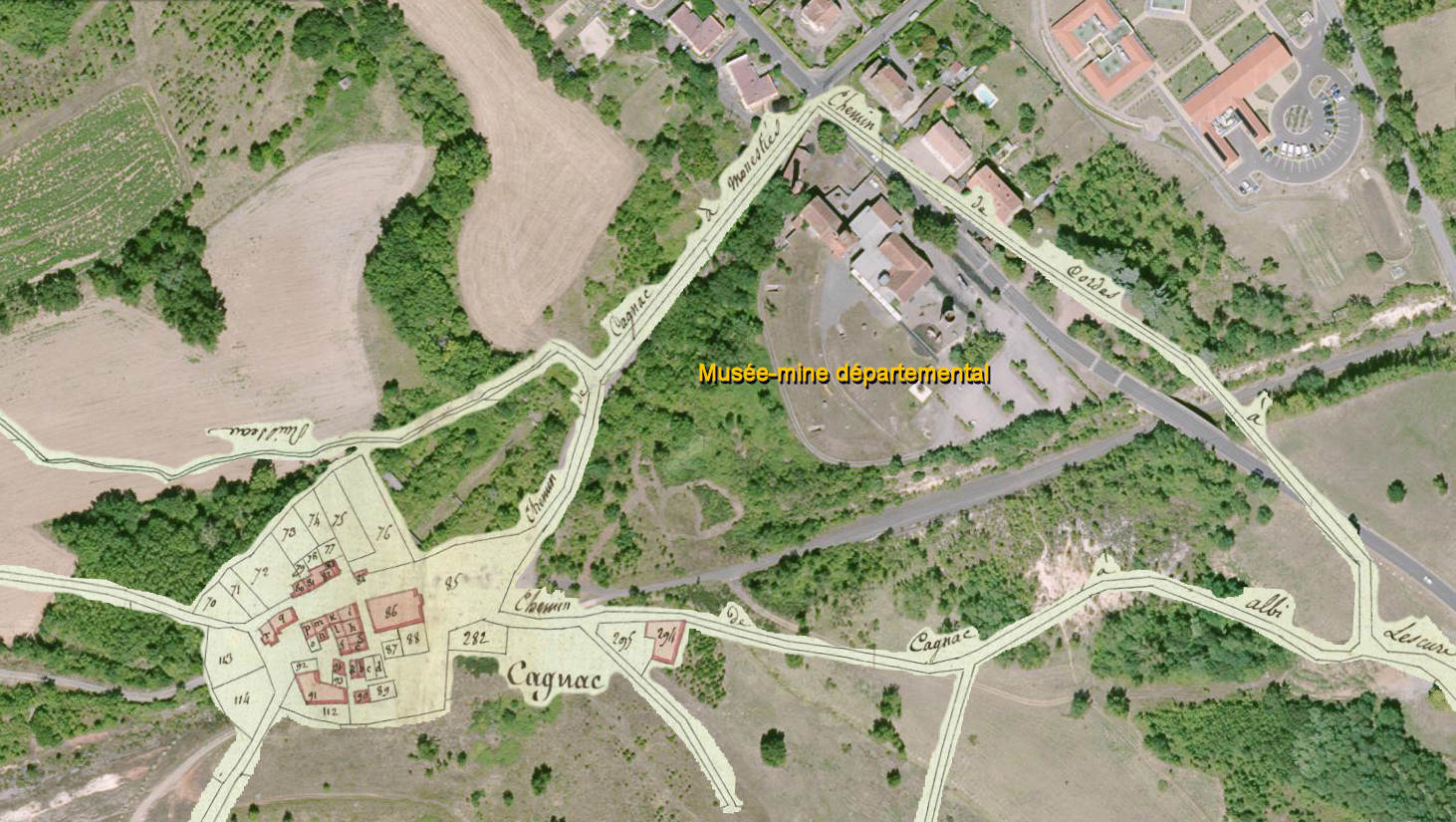
Vue aérienne du Musée-mine et plan cadastral du vieux Cagnac.

Voici ce qu'écrit le correspondant du bulletin la Semaine religieuse de l'archidiocèse d'Albi : "Cagnac avait, autrefois, son château entouré de vieilles maisons, sur un mamelon dont la hauteur n'a rien d'intimidant. Son donjon, paraît-il, faisait concurrence à celui de Castelnau-de-Lévis et dut s'abaisser devant son rival ; mainte querelle de seigneurs alertait les paysans. De ce château et de ce vieux Cagnac la pioche des démolisseurs, il n'y a pas extrêmement longtemps, eut raison. Il n'en reste pas pierre sur pierre."

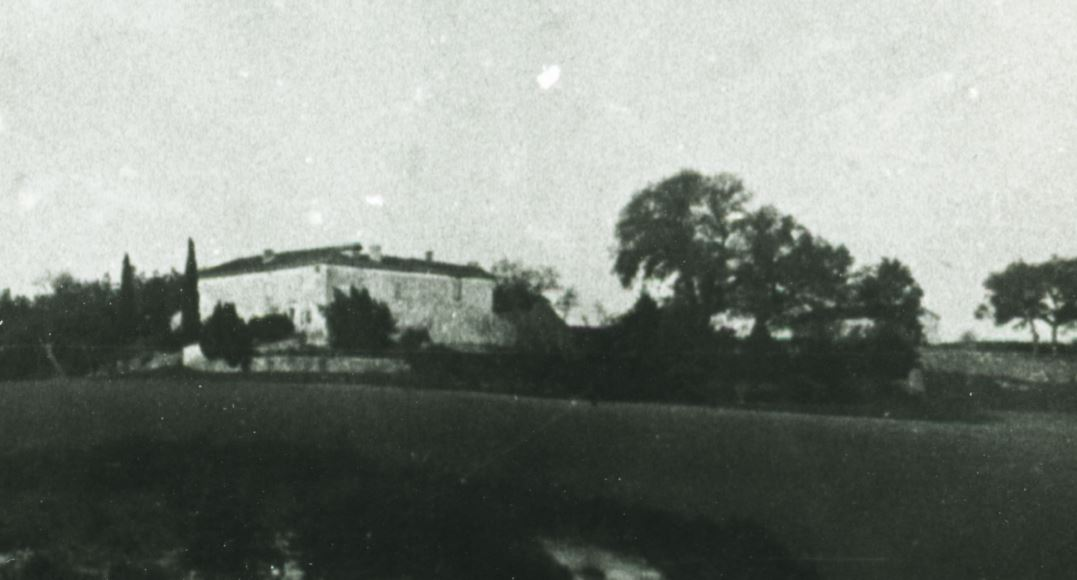
Hameau du vieux Cagnac en 1900 avec l'ancien château des Delpuech seigneurs de Canhac.
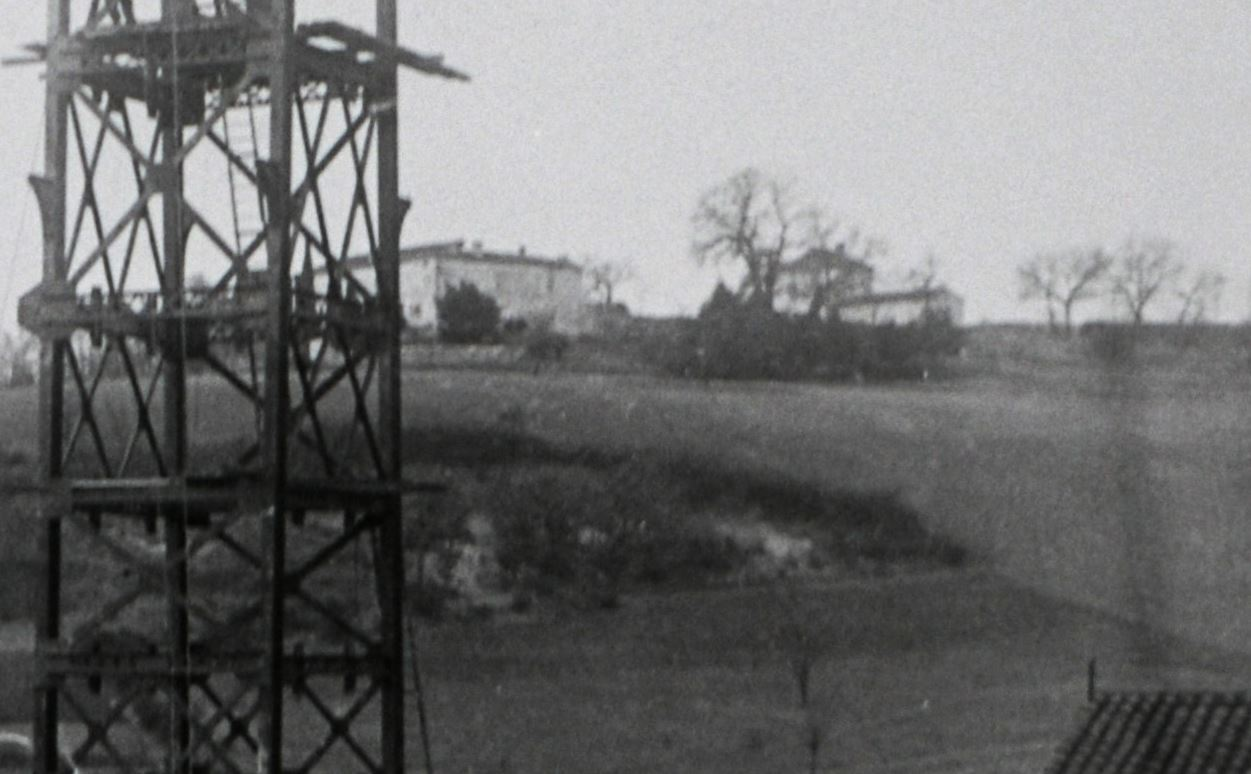
Hameau du vieux Cagnac en 1903.
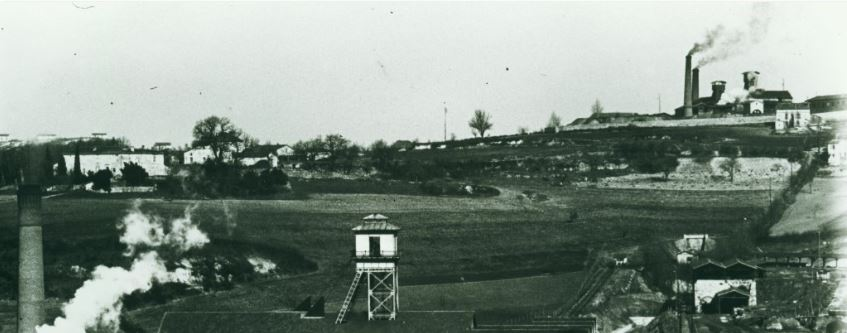
Hameau de Cagnac (à gauche) en 1908 et les puits de mine no 1, 2 et 3.
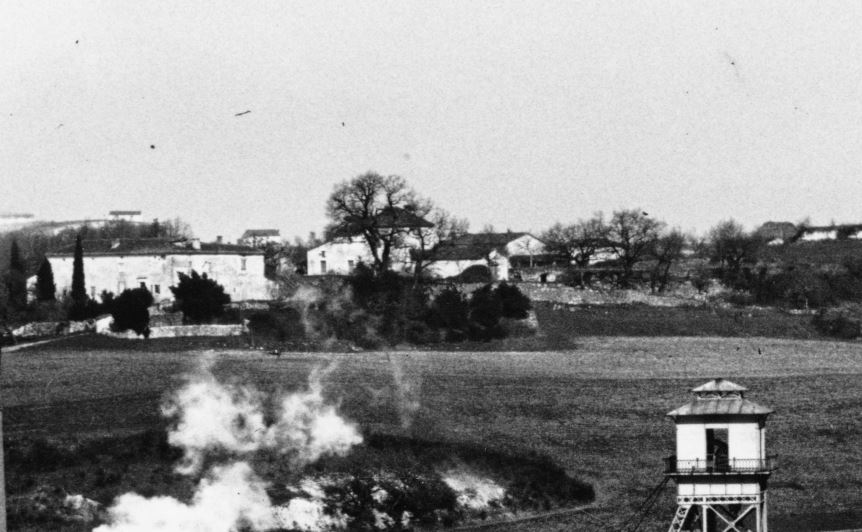
Hameau du vieux Cagnac, 1908 (agrandissement de la photo).
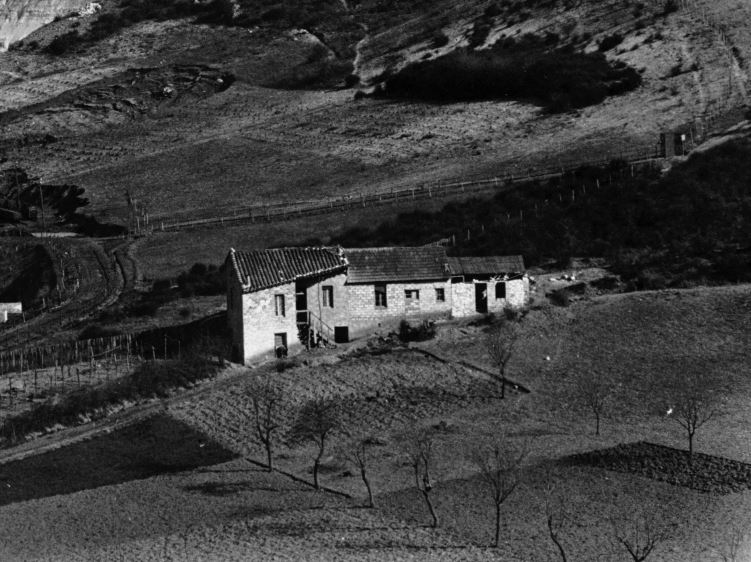
Ancienne ferme de Larène à Cagnac, 1908.

La seigneurie de Cagnac, qui faisait partie de Castelnau-de-Lévis et qui en a été détaché en 1833 pour faire partie de la commune de Saint-Sernin-lès-Mailhoc, nom qui sera remplacé par celui de Cagnac-les-Mines. La seigneurie appartient depuis Pons Delpuech, jusqu'au XVIIe siècle aux Del Puech (du Puy en français).
Pons est le premier connu des Del Puech de la branche des seigneurs de Canhac, coseigneur de La Bastide-Lévis, seigneur de Carmaux, etc. En 1260 et 1288, Guillaume, le fils de Pons Bernard se signale en cédant la portion de dîme de Saint-Dalmaze qu'il possède au profit du chapitre Sainte Cécile d'Albi. La seigneurie de Canhac passe à la famille de Roquefeuil le 17 mai 1696 par le mariage de Charlotte Dupuy, nièce d'Isabeau Dupuy, dame de Cagnac avec Charles de Roquefeuil, seigneur de La Crouzette, et). C'est le troisième enfant du couple, Antoine de Roquefeuil, qui va hériter à la mort de son père Charles, du titre de seigneur de Cagnac jusqu'à son décès, enterré 6 août 1736, dans le cimetière voisin de Sainte-Martianne. C'est le dernier seigneur de Cagnac de la famille des Roquefeuil.

### Rattachement à Saint-Sernin-les-Mailhoc
À l'origine, le bourg ancien de Cagnac, paroisse de Saint-Dalmaze, dépend de la commune de Castelnau-de-Lévis.
La section A du cadastre de Castelnau-de-Lévis, appelée à l'époque Castelnau-de-Bonafous, dessinée en 1809 se compose de :
- la 1re subdivision comprenant les masages[40] de la Soulié et de la Sayssié, bordée par les ruisseaux de Combecroze puis de la Mouline et de la Toumétié ;
- la 2e subdivision comprenant les masages des Homps, de la Boual, de la Toumétié, bordée par les ruisseaux de la Toumétié et les routes D 25 et D 90 ;
- la 3e subdivision comprenant le petit bourg de Cagnac, les masages de Celles, de Lagrèze, de Larène, de la Tour, de la Jambounié, de la Gorsse et de l'église de St-Dalmaze, bordée par les ruisseaux de la Mouline, d'Arifonds et la route D 90 ;
- la 4e subdivision comprenant les masages de la Gorsse, de la Maurélié, de Bretou, de la Baisse (ou la Vaysse), de Lafon, de Drignac et de la Drèche ;
- la 5e subdivision comprenant les masages de Saint-Quintin, de Drignac, de la Mouline et de Balard, bordée par les ruisseaux de la Mouline, de Reillet, de la Garriguette et du ravin de Gouty et au sud la commune d'Albi.

Le 9 août 1833, une ordonnance rattache la section A du cadastre de Castelnau-de-Lévis comprenant le petit bourg de Cagnac à la commune de Saint-Sernin-les-Mailhoc.

### Cagnac devient chef-lieu de la commune
À partir de 1895, le nouveau Cagnac se construit et s'agrandit rapidement au sud-est de Cagnac-le-vieux, sur le chemin d'Albi. Des Cagnacois font circuler une pétition visant à créer une commune nouvelle, distincte de celle de Saint-Sernin-les-Mailhoc. Les élus qui représentent Saint-Sernin soutiennent ce projet qui, cependant, diminuerait leur superficie. Mais les élections municipales de 1904 donnent la majorité aux représentants de la section de Cagnac qui, eux, demandent que la commune existante soit conservée et agrandie des portions que Le Garric et Lescure ont consenti à céder. Les représentants minoritaires de Saint-Sernin, milieu rural, ne peuvent empêcher le transfert du chef-lieu et des archives à Cagnac.
Pour la commune agrandie des portions cédées par Le Garric et Lescure, le décret publié au JO du 12 juin 1910, officialise le changement de nom : la commune de Saint-Sernin-les-Mailhoc prend la dénomination de Cagnac. Vers 1920, le vieux château et les vieilles maisons du hameau de Cagnac-le-Vieux vont être acquis par la SMA et être détruite pour laisser la place à une carrière à remblais destinés au remblayage des chantiers souterrains.

### Cagnac devient Cagnac-les-Mines

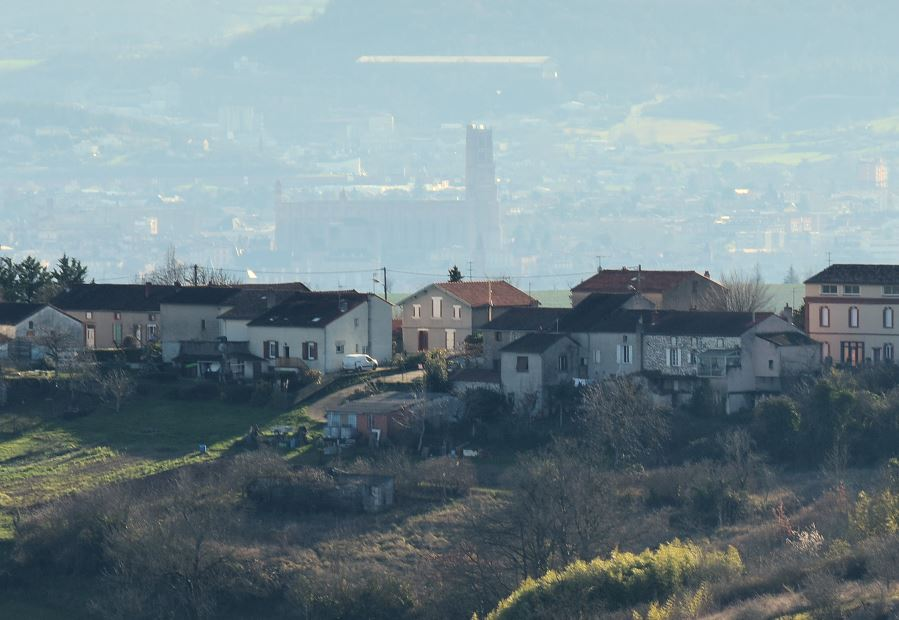
Cagnac-les-Mines et la cathédrale Sainte-Cécile d'Albi au lointain.

Par délibération en date du 25 mai 1930, le conseil municipal de Cagnac demande à l'État que la commune soit autorisée à s'appeler « Cagnac-les-Mines ». Le conseil municipal motive sa demande en raison des erreurs d'acheminement du courrier postal destiné à ses habitants souvent dirigé vers Cagnac et Gagnac dans le Lot, Cognac en Charente, Caignac et Cagnac en Haute-Garonne. Le changement de dénomination serait de nature à éviter ces erreurs. Le changement de nom est accepté par décret le 17 février 1931.

## Politique et administration

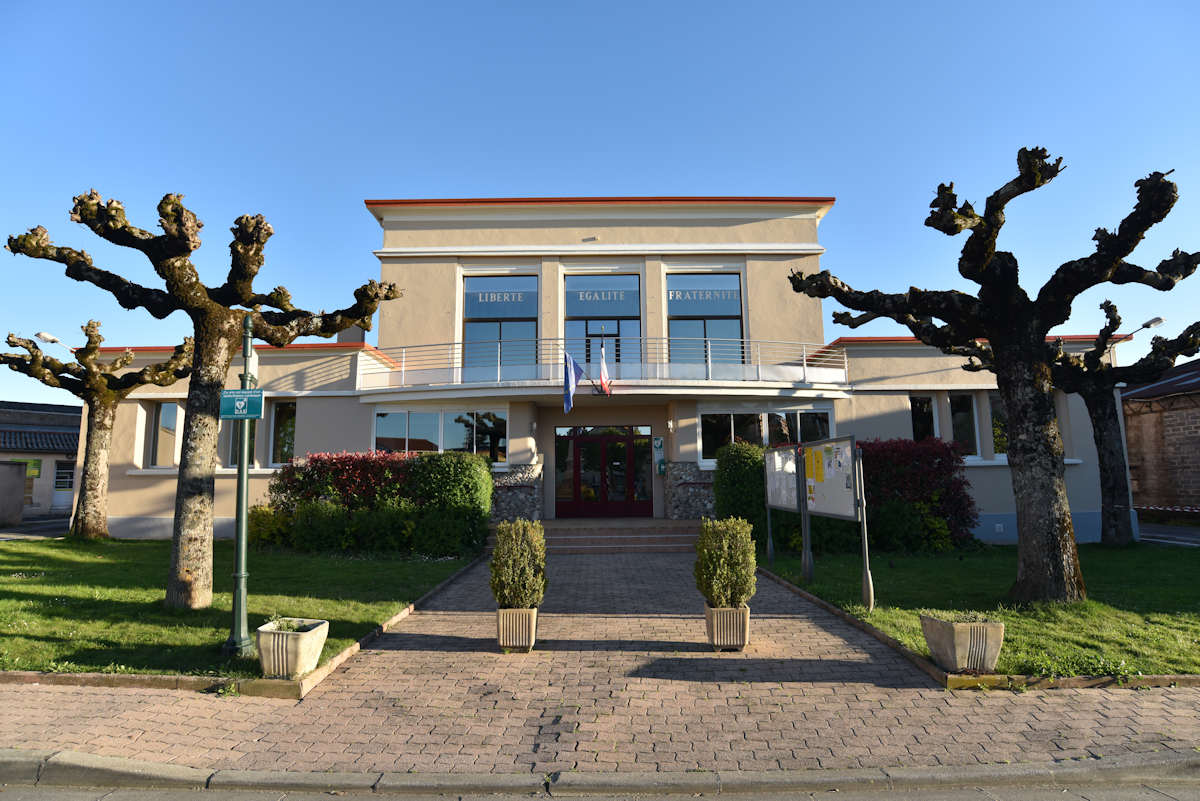
Mairie de Cagnac-les-Mines en 2016.

### Administration municipale
Le nombre d'habitants au recensement de 2011 étant compris entre 2 500 habitants et 3 499 habitants, le nombre de membres du conseil municipal pour l'élection de 2014 est de vingt trois,.

### Rattachements administratifs et électoraux
Commune faisant partie de la communauté de communes Carmausin-Ségala et du canton d'Albi-3.
Du point de vue administratif, la commune fait partie de l'arrondissement d'Albi et avant la réforme territoriale de 2014, faisait partie du canton d'Albi-Nord-Ouest.
Du point de vue électoral, la commune fait partie de la deuxième circonscription du Tarn et, depuis la réforme territoriale de 2014, du canton d'Albi-3.

### Tendances politiques et résultats
La mairie de Cagnac les mines est composée : d'un maire, cinq adjoints et de treize conseillers municipaux appartenant au PS, PRG, PCF.
Depuis les dernières élections municipales une nouvelle liste électorale a vu le jour sous le nom « Cagnac actif » menée par Philippe Astorg. Il est à souligner qu'une seconde liste municipale n'avait pas vu le jour depuis de nombreuses années.

### Liste des maires
| Période                                  | Période   | Identité          | Étiquette    | Qualité                                           |
| ---------------------------------------- | --------- | ----------------- | ------------ | ------------------------------------------------- |
| Les données manquantes sont à compléter. |           |                   |              |                                                   |
| 1910                                     | 1919      | Salvy Tourrel     |              |                                                   |
| 1919                                     | 1942      | Baptiste Bayle    | SFIO         |                                                   |
| 1942                                     | 1944      | Louis Galaup      |              |                                                   |
| 1944                                     | 1947      | Arthur Fournials  |              |                                                   |
| 1947                                     | mars 1983 | André Raust       | SFIO puis PS | Conseiller général (1949-1979) Député (1962-1968) |
| mars 1983                                | juin 1995 | Michel Mazel      | PS           |                                                   |
| juin 1995                                | mars 2008 | Jean Padilla      | PS           |                                                   |
| mars 2008                                | mai 2020  | Robert Hernandez  | PS           | Retraité                                          |
| mai 2020                                 | En cours  | Patrice Norkowski | PS/PCF       | Artisan                                           |

### Finances locales
| Taxe                                                | Part communale | Part intercommunale | Part départementale | Part régionale |
| --------------------------------------------------- | -------------- | ------------------- | ------------------- | -------------- |
| Taxe d'habitation (TH)                              | 10.54 %        | 0.00 %              | 9.77 %              | 0,00 %         |
| Taxe foncière sur les propriétés bâties (TFPB)      | 26.39 %        | 0,00 %              | 21.03 %             | 4.72 %         |
| Taxe foncière sur les propriétés non bâties (TFPNB) | 81.64 %        | 0.00 %              | 70.42 %             | 11.23 %        |
| Cotisation foncière des entreprises (TP)            | 00,00 %        | 32.72 %             | 0,00 %              | 0,00 %         |

La cotisation foncière des entreprises est perçue par la communauté de communes Ségala-Carmausin jusqu'en 2013 et par la communauté de communes Carmausin-Ségala à partir de 2014.

### Politique environnementale
Le SMAD, syndicat mixte d'aménagement de la découverte, porte un projet de production d'électricité photovoltaïque depuis 2008. Le 10 novembre 2015, a eu lieu le lancement officiel du projet de champs de production d'électricité photovoltaïque par la signature des baux emphytéotiques entre le SMAD, propriétaire des terrains mis à disposition et la société française basée à Paris NEOEN, le troisième producteur d'énergies renouvelables (solaire, éolien, biomasse) en France, lié à Direct Énergie.
Ce projet de 55 mégawatts crête se compose de plusieurs champs de panneaux solaires sur les communes de Cagnac-les-Mines, Le Garric et Blaye-les-Mines.

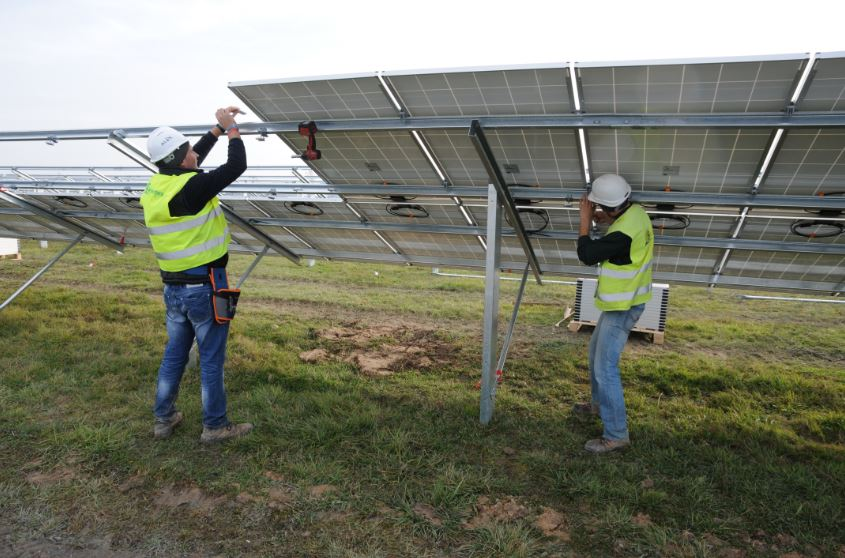
Mise en place des panneaux photovoltaïques sur les tables à Cagnac.
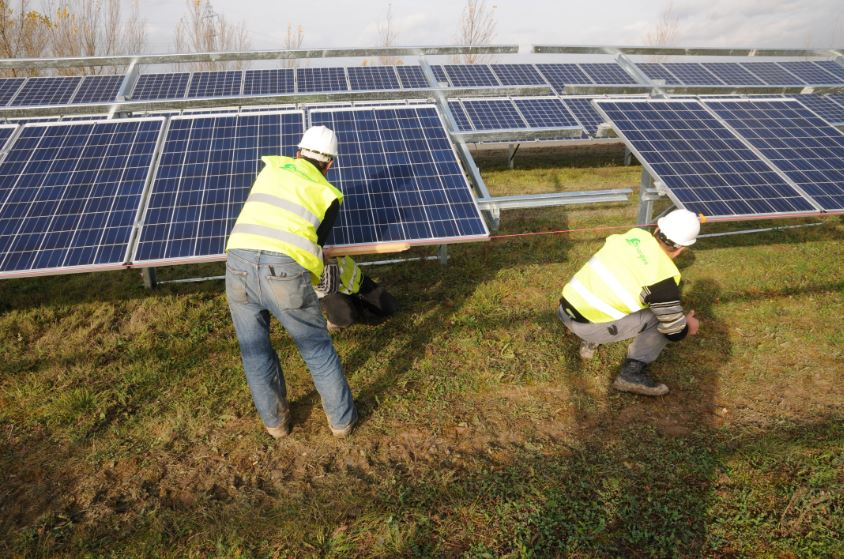
Mise en place des panneaux photovoltaïques sur les tables à Cagnac.

Celui sur la commune de Cagnac-les-Mines, situé sur la verse de Cagnac, anciennement le plateau du puits de mine no 3 de l'ancienne Société des Mines d'Albi, est le champ le plus vaste, environ 21 hectares, soit plus de 42 terrains de rugby. Il a démarré au début de 2016. La zone appartenant au SMAD divisée en deux parties, est équipée par Bouygues énergies & services et Schneider Electric pour le compte de NEOEN.
La puissance de ce champ a dû être réduite pour ne pas dépasser les 12 mégawatts crête en raison de la proximité de l'église de Saint-Dalmaze, classée au patrimoine. Son acceptation par l'architecte des bâtiments de France a imposé des mesures paysagères complémentaires. L'impact visuel depuis l'église de Saint-Dalmaze et depuis le lieu-dit de Bars devra faire l'objet d'aménagements paysagers. Les champs de panneaux photovoltaïques feront tous l'objet d'un suivi écologique durant les travaux et les premières années d'exploitation.
Le champ de production d'électricité photovoltaïque de Cagnac-les-Mines se compose de pieux métalliques qui supportent les 69 000 panneaux photovoltaïques posés sur 1 160 tables de 46 panneaux rectangulaires d'un mètre carré environ, le tout d'un poids de 1 600 tonnes environ. En journée, la production d'électricité va s'établir autour de 12 mégawatts crête, soit l'équivalent de 7 à 10 éoliennes. La production d'électricité de ce champ équivaut à 2,5 fois la consommation d'électricité de tous les habitants de la commune de Cagnac-les-Mines.

## Population et société

### Démographie
L'évolution du nombre d'habitants est connue à travers les recensements de la population effectués dans la commune depuis 1793. Pour les communes de moins de 10 000 habitants, une enquête de recensement portant sur toute la population est réalisée tous les cinq ans, les populations de référence des années intermédiaires étant quant à elles estimées par interpolation ou extrapolation. Pour la commune, le premier recensement exhaustif entrant dans le cadre du nouveau dispositif a été réalisé en 2007.

En 2022, la commune comptait 2 607 habitants, en évolution de +2,96 % par rapport à 2016 (Tarn : +2,52 %, France hors Mayotte : +2,11 %).
| 1793 | 1800 | 1806 | 1821 | 1831 | 1836 | 1841 | 1846 | 1851 |
| ---- | ---- | ---- | ---- | ---- | ---- | ---- | ---- | ---- |
| 287  | 288  | 305  | 389  | 360  | 666  | 664  | 692  | 690  |

| 1856 | 1861 | 1866 | 1872 | 1876 | 1881 | 1886 | 1891 | 1896 |
| ---- | ---- | ---- | ---- | ---- | ---- | ---- | ---- | ---- |
| 690  | 664  | 626  | 582  | 597  | 555  | 571  | 647  | 956  |

| 1901  | 1906  | 1911  | 1921  | 1926  | 1931  | 1936  | 1946  | 1954  |
| ----- | ----- | ----- | ----- | ----- | ----- | ----- | ----- | ----- |
| 1 352 | 1 459 | 2 150 | 2 047 | 3 645 | 3 869 | 3 573 | 3 885 | 4 016 |

| 1962  | 1968  | 1975  | 1982  | 1990  | 1999  | 2006  | 2007  | 2012  |
| ----- | ----- | ----- | ----- | ----- | ----- | ----- | ----- | ----- |
| 3 698 | 3 378 | 2 818 | 2 613 | 2 225 | 2 086 | 2 143 | 2 151 | 2 349 |

| 2017  | 2022  | - | - | - | - | - | - | - |
| ----- | ----- | - | - | - | - | - | - | - |
| 2 601 | 2 607 | - | - | - | - | - | - | - |

| selon la population municipale des années : | 1968 | 1975 | 1982 | 1990 | 1999 | 2006 | 2009 | 2013 |
| Rang de la commune dans le département      | 14   | 18   | 21   | 25   | 28   | 27   | 28   | 28   |
| Nombre de communes du département           | 326  | 324  | 324  | 324  | 324  | 323  | 323  | 323  |

### Économie
Ancienne mine de charbon compagnie minière de Carmaux, société des Mines d'Albi.

### Religion
Le 1er octobre 1907, l'archevéché avait créé une paroisse et nommé un prêtre venant de Tulle, Emmanuel Freyssinet qui sera nommé en janvier 1923, curé de l'église Saint-Privat à Carmaux. À cette époque, Cagnac est une agglomération qui compte déjà 1500 âmes et certains pratiquent le culte dans la petite chapelle de Saint-Dalmaze qui se révèle vite très petite.
En décembre 1907, le diocèse ouvre une souscription pour la construction d'un nouveau lieu de culte et fait appel aux généreux donateurs.
Le dimanche 13 mars 1910 a eu lieu la bénédiction de la nouvelle église Sainte-Barbe de Cagnac. Le correspondant du bulletin la « Semaine religieuse de l'archidiocèse d'Albi » décrit la cérémonie : « La nef est une vaste et haute salle rectangulaire avec sept travées, sept fenêtres et un simple plancher pour plafond ; deux rangées de bancs la garnissent. Sur les murs blanchis à la chaux, les petits tableaux d'un chemin de croix. Dans le chœur en mosaïque, un beau maître-autel en marbre, derrière lequel se détache un grand christ en croix, sur un tableau que tous les prêtres du diocèse reconnaîtront à première vue. Le lutrin a été fait par des mineurs de Cagnac.. la petite cloche est l'ancienne cloche de la chapelle de Saint-Alain du petit séminaire de Lavaur. Le curé de Cagnac se tourne du côté de Mgr l'Archevêque qui se lève pour écouter, et d'une voix claire, vibrante, il dit ses remerciements pour la grande générosité qui a permis les premiers travaux de construction. »

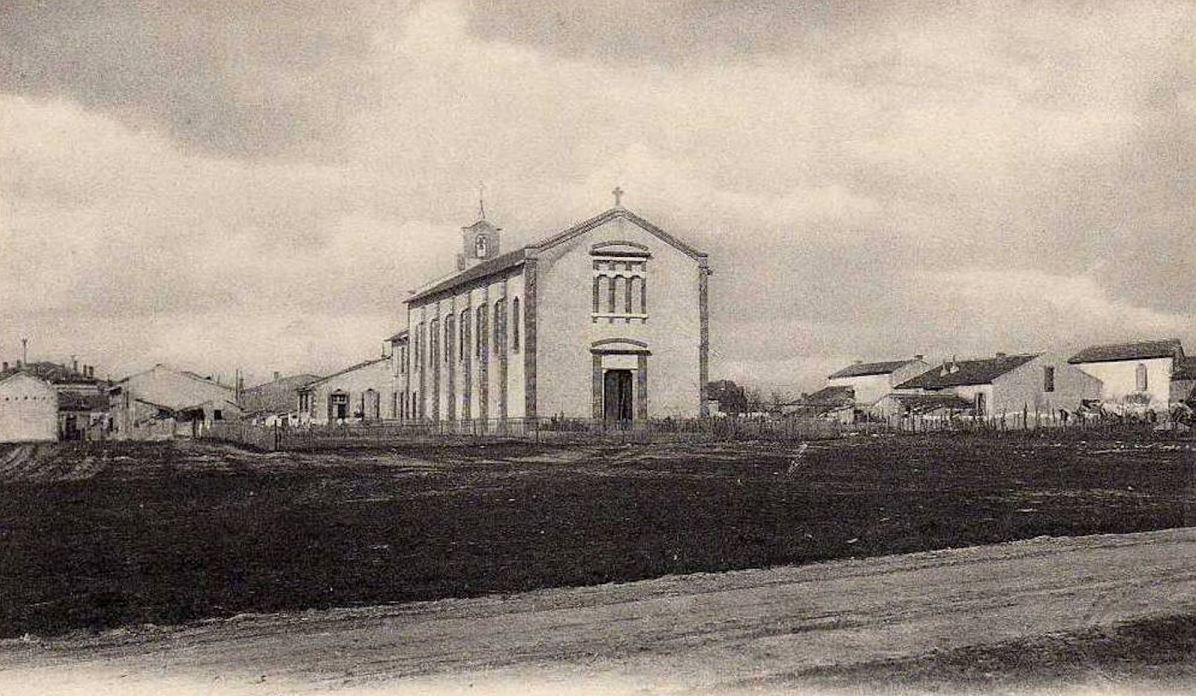
Nouvelle église de Sainte-Barbe à Cagnac en 1912.

Le curé Freyssinet va s'enrôler, dès le début du conflit, avec le grade de sergent du 122e régiment d'infanterie basé à Albi.
Ordre général no 53 de l'Armée : Dans la journée du 24 mars 1915, les 2e et 3e compagnies ayant perdu leurs officiers et une partie de leur cadre, le sergent Emmanuel Freyssinet a été désigné pour prendre le commandement de ces unités, qu'il a su maintenir dans une situation très difficile, grâce à l'admirable exemple qu'il a donné et à la confiance qu'il a pu rendre aux hommes. » Il fut promu au grade de sous-lieutenant Freyssinet sur le champ de bataille.
En août 1921, il est décoré de la Croix de guerre française et anglaise. En octobre 1921, le vaillant curé de Cagnac vient d'être cité à l'ordre de l'armée avec le motif suivant : « Freyssinet (Emmanuel), lieutenant du 122e régiment d'infanterie, après avoir conquis, le 6 octobre 1915, avec sa compagnie, un poste d'écoute allemand, ne s'est replié que par ordre; n'a quitté ce poste que le dernier après avoir perdu beaucoup de monde. Il s'est retiré pied à pied faisant lui-même le coup de feu après avoir abattu de sa main, plusieurs Allemands. Officier modèle, toujours prêt à tous les dévouements et à tous les sacrifices. »
En janvier 1916, il est promu à la dignité de chevalier de la Légion d'honneur. Le 22 août 1916, le curé de Cagnac est cité à l'ordre de la 62e brigade : "Freyssinet Emmanuel, lieutenant porte-drapeau au
122e d'infanterie. Chargé des renseignements, des liaisons par coureurs et du ravitaillement pendant la période des combats du 2 au 11 août 1916, s'est acquitté de cette triple mission avec un courage, une activité et un dévouement inlassables. Le 8 août, au cours d'un violent combat, a fait, sans ordres, une reconnaissance personnelle dans un terrain occupé par des groupes ennemis qui s'étaient infiltrés dans nos lignes, a procuré des renseignements qui ont permis d'orienter une contre-attaque qui a balayé le terrain. »
Le 5 mai 1918, il est à nouveau cité à l'ordre de l'armée : "« A l'ordre de l'armée : le lieutenant Emmanuel Freyssinet, après avoir, d'un bel élan, enlevé à l'attaque la compagnie qu'il commandait, s'est trouvé, au cours des fluctuations du combat, isolé avec cinq ou six hommes et un fusil mitrailleur ; mais, ayant conscience d'occuper un point important, il s'y est maintenu toute la journée, tenant en respect un groupe ennemi armé d'une mitrailleuse ; renforcé dans la nuit par quelques hommes qui l'avaient rallié, il a réussi à faire encore une dizaine de prisonniers. Il a été blessé le 5 mai assez sérieusement à la cuisse et retiré à l'arrière à clinique
de la Miséricorde à Caen. Il est promu capitaine.
Le 18 mars 1921, le Journal officiel annonce que M. l'abbé Jean Louis-Emmanuel Freyssinet, curé de Cagnac, ancien capitaine au 122e R. I., est promu officier de la Légion d'honneur.

### Enseignement
Cagnac-les-Mines fait partie de l'académie de Toulouse.
L'éducation est assurée sur la commune de Cagnac-les-Mines par une école maternelle et une élémentaire.

### Santé
Aide à la personne,

### Sports
L'ESC 7 a été créé en 2016 par la famille Frias. L'équipe évolue en championnat ufolep. Pour sa 1re année, l'équipe a fini championne de 4e division, finaliste de la coupe du Tarn. Le 1er buteur de l'histoire du club est Yassine Hadjbennamane[réf. nécessaire].

### Culture et festivité
À la fin de l'année 1985, le maire et des élus de Cagnac-les-Mines et anciens mineurs, au sein de l'association CEPACIM (centré éclaté de promotions des activités culturelles) créée le 25 avril 1985, passent une convention avec les Houillères : « pour la mise à disposition des Puits 1 et 2 de Cagnac-les-Mines qui serviront de lieu d'exposition dans le cadre d'un circuit de tourisme industriel en cours d'élaboration ».
Six mineurs retraités se regroupent au sein du CEPACIM et commencent la précieuse collecte de machines, d'engins, d'outils et autres objets de la mine. Ils commencent ensuite le creusement de 350 mètres de galeries qui vont constituer un ensemble complet reconstituant très fidèlement le fond de la mine à l'intention des nouvelles générations. Le circuit de tourisme va attirer plus de 17 000 visiteurs dès 1991 incluant la visite accompagnée des galeries du fond de la mine autour du puits n°2 de Cagnac-les-Mines.
Aujourd'hui, le musée de la mine de Cagnac-les-Mines est géré par l'office de la conservation départementale du Tarn depuis 2007 qui organise les visites guidées et qui assume les missions de conservation et de valorisation des collections matérielles et immatérielles et du paysage minier à Cagnac-les-Mines.

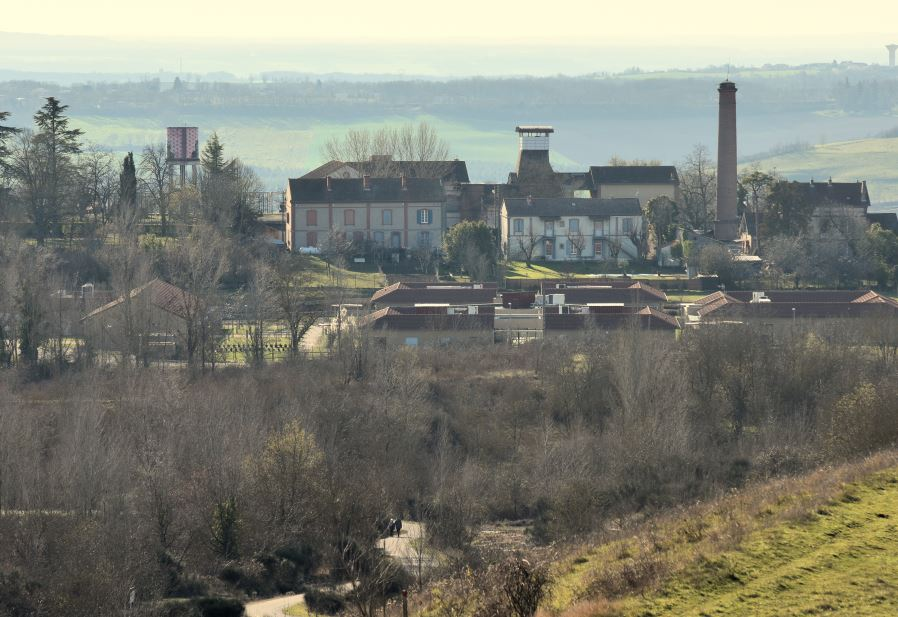
Musée-mine départemental de Cagnac-les-Mines.
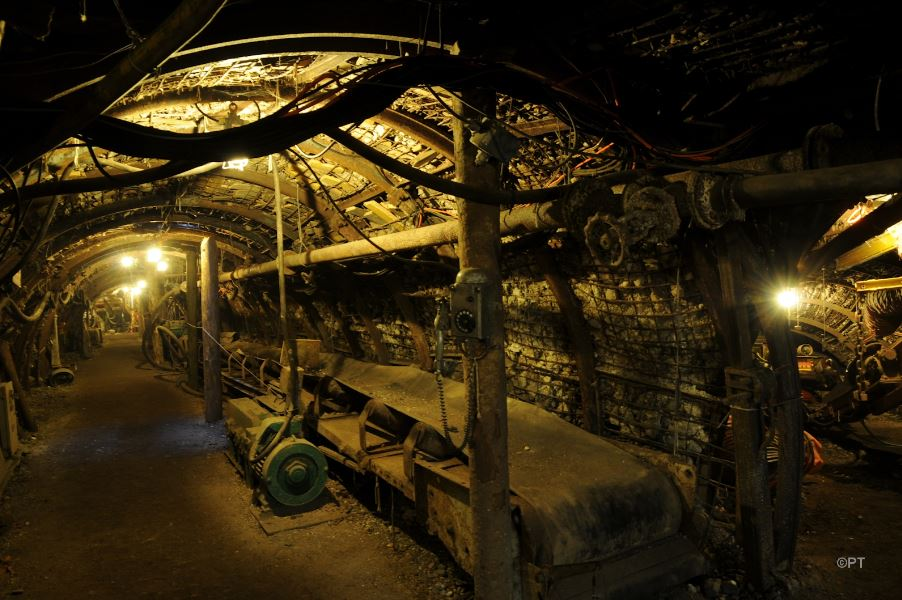
Galerie d'écoulement du Musée-mine départemental de Cagnac-les-Mines.
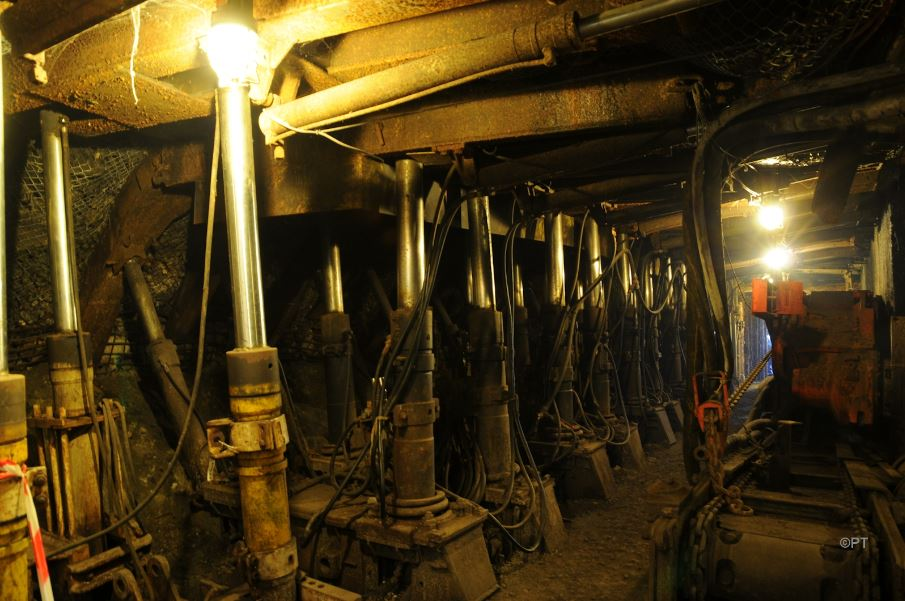
Taille mécanisée avec soutènement hydraulique marchant et haveuse à tambour du Musée-mine départemental de Cagnac-les-Mines.
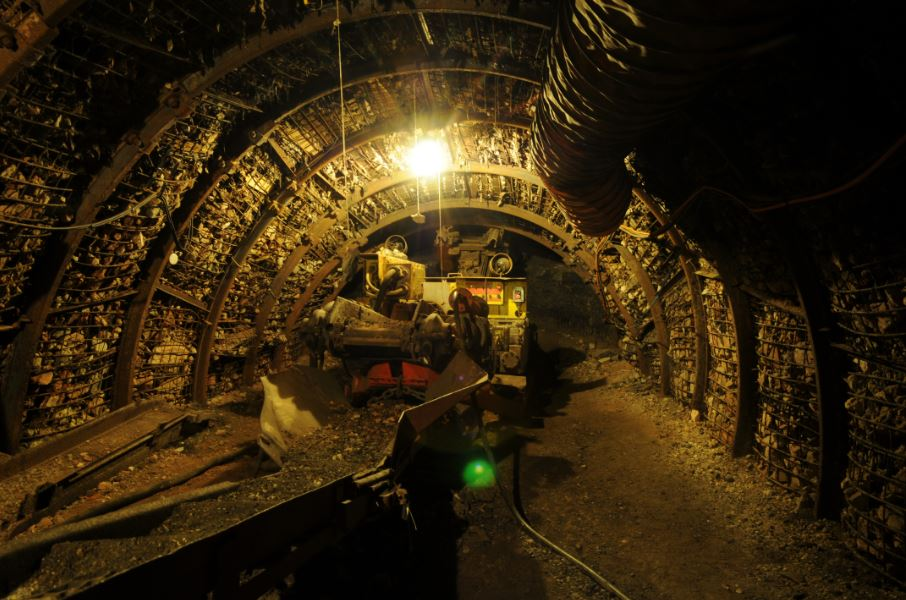
Galerie de traçage avec machine de creusement Alpine Miner du Musée-mine départemental de Cagnac-les-Mines.

### Écologie et recyclage
La collecte et le traitement des déchets des ménages et des déchets assimilés ainsi que la protection et la mise en valeur de l'environnement se font dans le cadre de la communauté de communes Carmausin-Ségala,.

## Culture locale et patrimoine

### Lieux et monuments

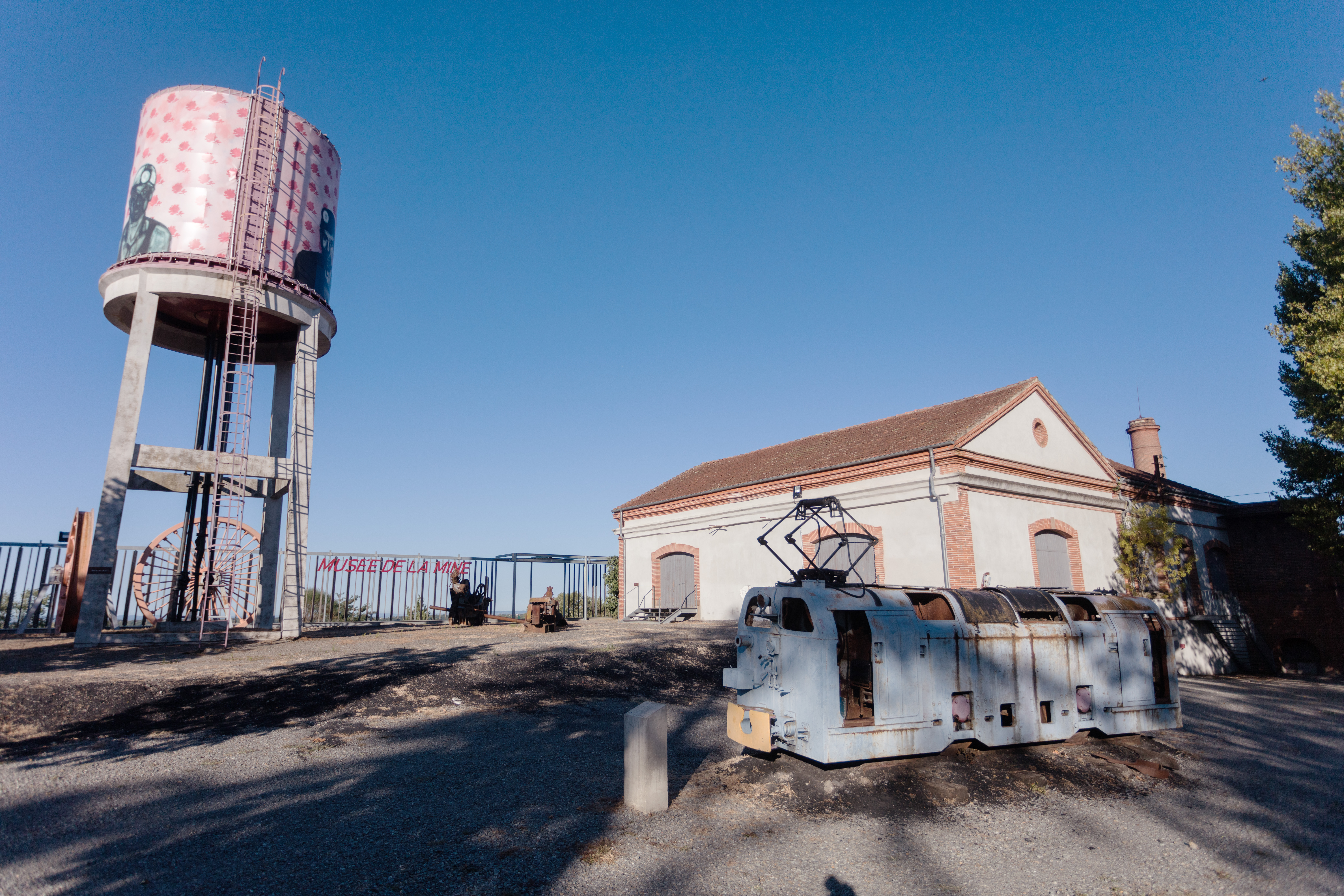
L'entrée du musée de la Mine.
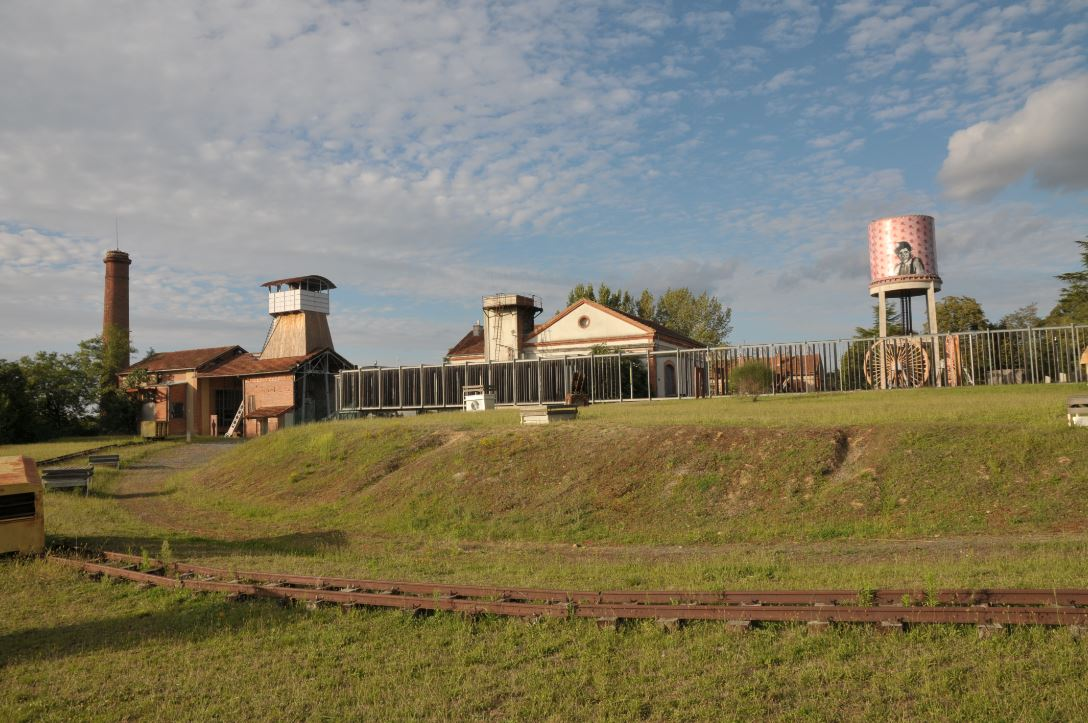
Musée-mine départemental de Cagnac-les-Mines.
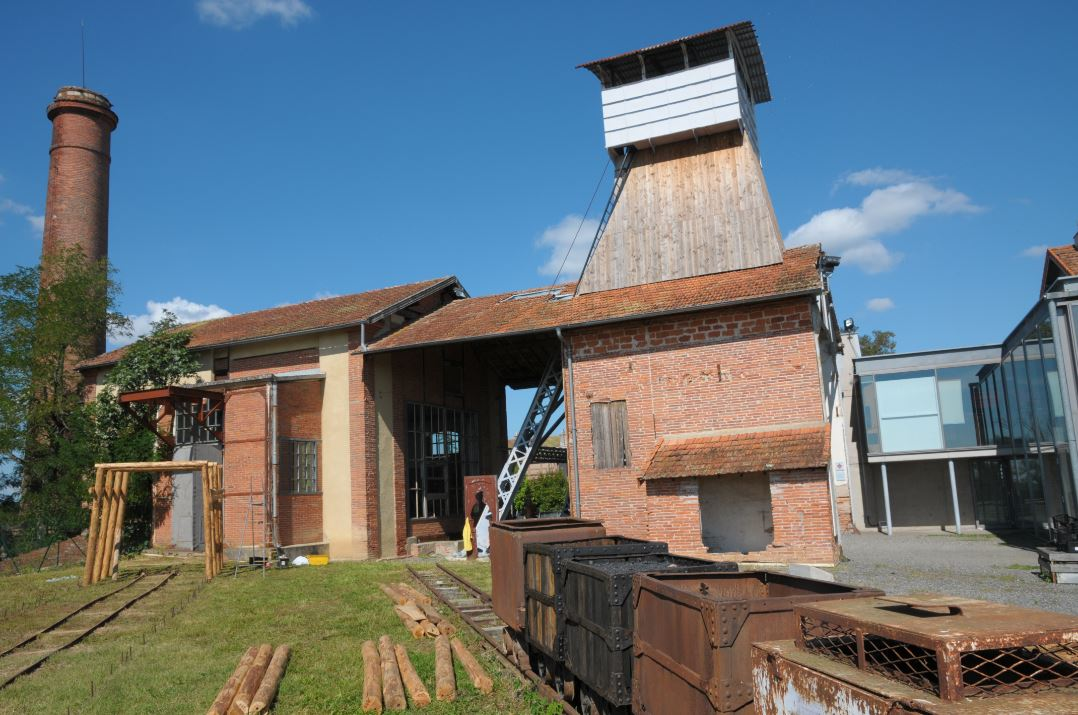
Ancien puits no 2, Musée-mine départemental de Cagnac-les-Mines.
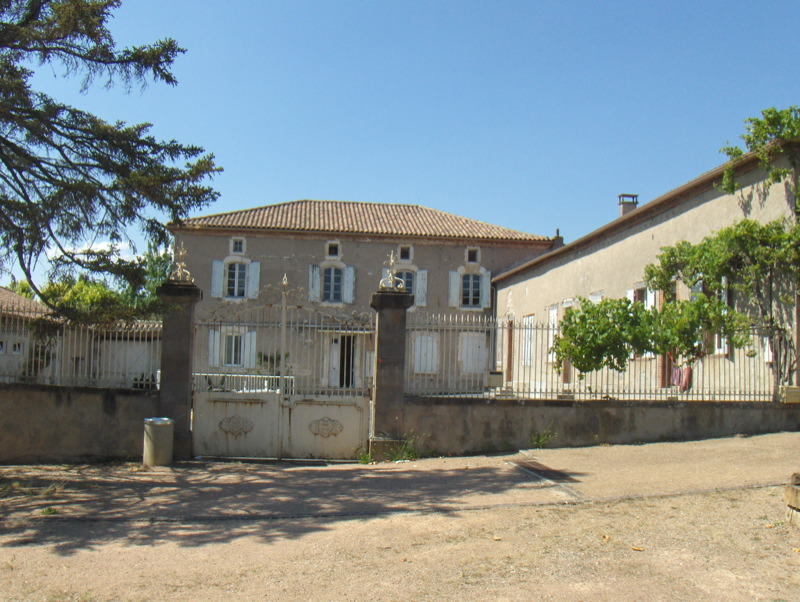
Ancienne école réservée aux enfants de Polonais.

- Le musée de la mine départemental[61] sur les anciens puits de mines de Campgrand.
- Le parc de loisirs Cap'Découverte.
- Le mineur-boiseur devant la maison du Polonais.
- Église Notre-Dame-de-la-Drèche.
- Église Saint-Dalmazy. L'édifice a été inscrit au titre des monuments historiques en 1970[62].
- Église Sainte-Barbe de Cagnac-les-Mines.
- Église Saint-Saturnin de Saint-Sernin-les-Mailhoc.

#### Château de Cagnac
Le château de Cagnac, aujourd'hui disparu, est construit à une date inconnue sur une petite éminence. Il possède originellement un grand donjon, qui aurait même fait concurrence en taille à celui du château voisin de Castelnau-de-Lévis, avant d'être arasé. Le hameau entourant l'édifice était protégé d'un rempart cerné d'un fossé et percé d'une seule porte.

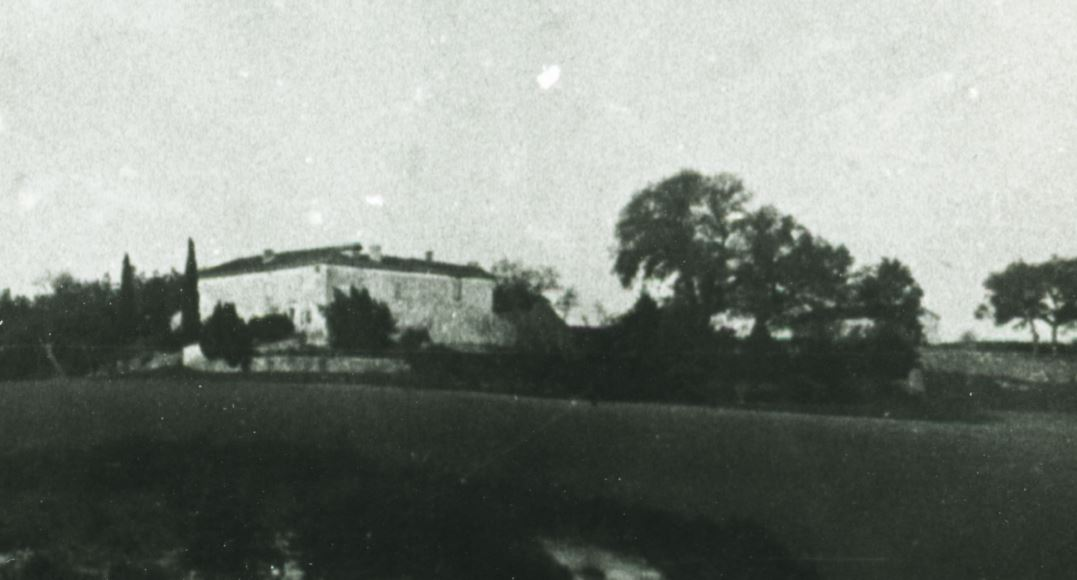
Photo du château en 1898

La seigneurie de Cagnac appartient du XIIIe siècle à 1696 par le mariage de Charlotte Dupuy, nièce d'Isabeau Dupuy, dame de Cagnac avec Charles de Roquefeuil à la famille Delpuech ou Dupuy. C'est certainement elle qui fait construire le château originel, ensuite remanié par la famille de Roquefeuil-Anduze qui l'obtient par mariage en 1696 et le conserve jusqu'en 1736.
D'après le cadastre de 1809, le château est au XIXe siècle un large rectangle orienté est-ouest, au centre du hameau du vieux Cagnac. En 1865, l'historien et magistrat Hippolyte Crozes le décrit comme "dénaturé, sans caractère". Il est finalement détruit dans les années 1920 par la Société des Mines d'Albi, en même temps que les maisons voisines. Le site sert alors de carrière pour remblayer les mines, notamment celle de Campgrand, voisine.

### Personnalités liées à la commune
- André Raust (1916-1991), maire de Cagnac-les-Mines de 1947 à 1983, député du Tarn (1962-1968), conseiller général du Tarn (1949-1979).
- Grégory Lacombe, footballeur.
- André Masbou né le 19 janvier 1928 à Cagnac-les-Mines. Joueur de rugby à XV. Finaliste du championnat de France de rugby à XV en 1958 avec le sporting club mazamétain. Deuxième ligne (1,81 m - 104 kg).
- Gabriel Laskawiec né le 5 février 1954 à Cagnac-les-Mines, joueur international de rugby à XIII.
- Fernand Raoul-Duval (Famille Raoul-Duval).
- Guy Brunet
- Delphine Jubillar, mère de famille et infirmière disparue en décembre 2020 donnant une affaire criminelle médiatisée à son nom.

### Héraldique
| Blason | Blasonnement : D'argent à la hache et au pic de mineur passés en sautoir, auxquels est suspendue une lampe de mineur éclairée, accompagnée à dextre d'un rameau de vigne et à senestre d'une gerbe de blé, le tout au naturel. |